# 佩勒姆 (紐約州)
佩勒姆（英語：Pelham）是一個位於美國紐約州西徹斯特縣的鎮。

## 人口
根據2020年美國人口普查的數據，佩勒姆的面積為5.74平方千米，當中陸地面積為5.63平方千米，而水域面積為0.11平方千米。當地共有人口13078人，而人口密度為每平方千米2,278人。